# Synodontis schall
Synodontis schall är en afrikansk fiskart i ordningen Malartade fiskar som förekommer i Benin, Burkina Faso, Elfenbenskusten, Egypten, Etiopien, Gambia, Ghana, Guinea, Guinea Bissau, Kamerun, Kenya, Liberia, Mauretanien, Niger, Nigeria, Senegal, Sierra Leone, Sudan, Tchad och Togo. Den är främst nattaktiv. Den kan bli upp till 49 cm lång och cirka 28 år gammal. Den leker under regnperioden på sommarhalvåret.